# Pegomya heteroparamera
Pegomya heteroparamera este o specie de muște din genul Pegomya, familia Anthomyiidae, descrisă de Zheng și Fan în anul 1990.
Este endemică în Sichuan. Conform Catalogue of Life specia Pegomya heteroparamera nu are subspecii cunoscute.